# Uma Vida em Segredo
Uma Vida em Segredo é um livro do escritor brasileiro Autran Dourado, publicado em 1964.
Nela, o autor traça o retrato de Biela, jovem humilde que, após a morte do pai, é obrigada a mudar-se da fazenda para a cidade, e não consegue adaptar-se ao novo ambiente. A obra é célebre pela profundidade da exploração psicológica lograda por Dourado, e também por mostrar a riqueza da vida interior da personagem principal, a despeito de sua simplicidade e de seu caráter introvertido.
O narrador mantém uma postura neutra ao longo de todo o texto, limitando-se a mostrar como Biela era vista pelas outras pessoas. Ao mesmo tempo, por meio do fluxo de consciência da personagem principal, oferece revelações que reforçam, nuançam ou contradizem alguns dos aspectos da sua personalidade "exterior".
De acordo com o próprio autor, a idéia para a produção da obra veio-lhe subitamente quando, vagando pela casa enquanto trabalhava em um de seus romances (se A Barca dos Homens ou se Ópera dos Mortos não se sabe ao certo), deparou com uma velha canastra de couro que pertencera a seu bisavô e que lhe trouxe imediatamente muitas recordações da própria infância. Logo depois, ao dormir, sonhou com uma prima que havia esquecido, chamada Rita, e esta lhe contou sua história já estruturada como uma novela curta, como uma "fala escrita", no dizer de Autran Dourado. Até mesmo o nome completo da personagem foi revelado nesse sonho.